# Mistrzostwa Wielkiej Brytanii w szachach
Mistrzostwa Wielkiej Brytanii w szachach – zawody rozgrywane od 1904 r., mające na celu wyłonienie szachowego mistrza Wielkiej Brytanii.

## Lista zwycięzców
- 1904 – William Napier
- 1905 – Henry Atkins
- 1906 – Henry Atkins
- 1907 – Henry Atkins
- 1908 – Henry Atkins
- 1909 – Henry Atkins
- 1910 – Henry Atkins
- 1911 – Henry Atkins
- 1912 – Richard Griffith
- 1913 – Frederick Yates
- 1914 – Frederick Yates
- 1915 – (nie rozegrano)
- 1916 – (nie rozegrano)
- 1917 – (nie rozegrano)
- 1918 – (nie rozegrano)
- 1919 – (nie rozegrano)
- 1920 – Roland Scott
- 1921 – Frederick Yates
- 1922 – (nie rozegrano)
- 1923 – George Alan Thomas
- 1924 – Henry Atkins
- 1925 – Henry Atkins
- 1926 – Frederick Yates
- 1927 – (nie rozegrano)
- 1928 – Frederick Yates
- 1929 – Mir Sultan Khan
- 1930 – (nie rozegrano)
- 1931 – Frederick Yates
- 1932[1] – 1. Mir Sultan Khan, 2-3. George Alan Thomas, Conel Hugh O’Donel Alexander
- 1933 – Mir Sultan Khan
- 1934 – George Alan Thomas
- 1935 – William Winter
- 1936 – William Winter
- 1937 – William Fairhurst
- 1938 – Conel Hugh O’Donel Alexander
- 1939 – (nie rozegrano)
- 1940 – (nie rozegrano)
- 1941 – (nie rozegrano)
- 1942 – (nie rozegrano)
- 1943 – (nie rozegrano)
- 1944 – (nie rozegrano)
- 1945 – (nie rozegrano)
- 1946[2] – 1. Robert Combe, 2. Gabriel Wood, 3-4. William Winter, Gerald Abrahams
- 1947 – Harry Golombek
- 1948 – Reginald Broadbent
- 1949 – Harry Golombek
- 1950 – Reginald Broadbent
- 1951 – Ernst Klein
- 1952 – Robert Wade
- 1953[3] – 1. Daniel Yanofsky, 2. Stuart Milner-Barry, 3. Robert Wade
- 1954 – Leonard Barden, Alan Phillips
- 1955 – Harry Golombek
- 1956 – Conel Hugh O’Donel Alexander
- 1957 – Stefan Fazekas
- 1958[4] – 1. Jonathan Penrose, 2. Leonhard Barden
- 1959[5][6] – 1. Jonathan Penrose, 2-3. Michael Haygarth, Harry Golombek
- 1960 – 1. Jonathan Penrose
- 1961 – 1. Jonathan Penrose
- 1962[7] – 1. Jonathan Penrose, 2. Peter Clarke, 3-4. John Littlewood, Čeněk Kottnauer
- 1963[8] – 1. Jonathan Penrose, 2. Norman Littlewood, 3. Michael Franklin
- 1964 – 1. Michael Haygarth
- 1965[9] – 1. Peter Lee, 2-3. Norman Littlewood, Jonathan Penrose
- 1966[10] – 1. Jonathan Penrose, 2-3. Norman Littlewood, Peter Clarke
- 1967[11] – 1. Jonathan Penrose, 2. William Hartston, 3-4. Harry Golombek, Peter Lee
- 1968[12] – 1. Jonathan Penrose, 2-3. William Hartston, Raymond Keene
- 1969[13] – 1. Jonathan Penrose, 2. Robert Wade, 3-7...
- 1970[14] – 1. Robert Wade, 2-8...
- 1971[15] – 1. Raymond Keene, 2. Andrew Whiteley, 3-6...
- 1972[16] – 1. Brian Eley, 2-3. Jonathan Penrose, Raymond Keene
- 1973[17] – 1. William Hartston, 2. Michael Basman, 3. Howard Williams
- 1974[18][19] – 1. George Botterill, 2. William Hartston, 3. Jonathan Mestel
- 1975[20] – 1. William Hartston, 2-5...
- 1976[21] – 1. Jonathan Mestel, 2. Andrew Whiteley, 3-4. Michael Haygarth, Emmanuel Rayner
- 1977[22] – 1. George Botterill, 2. Shaun Taulbut, 3. Howard Williams
- 1978[23] – 1. Jonathan Speelman, 2-3. Jonathan Mestel, James Plaskett
- 1979[24] – 1. Robert Bellin, 2-3. John Nunn, Nigel Short
- 1980[25] – 1. John Nunn, 2. William Hartston, 3-4. Jonathan Speelman, David Rumens
- 1981[26] – 1. Paul Littlewood, 2. Jonathan Speelman, 3-7...
- 1982[27] – 1. Anthony Miles, 2. Jonathan Speelman, 3-5...
- 1983[28] – 1. Jonathan Mestel, 2. Murray Chandler, 3-8...
- 1984[29] – 1. Nigel Short, 2-4. Murray Chandler, Jonathan Speelman, James Plaskett
- 1985[30] – 1. Jonathan Speelman, 2. Anthony Miles, 3-8...
- 1986[31] – 1. Jonathan Speelman, 2-3. Murray Chandler, Jonathan Mestel
- 1987[32] – 1. Nigel Short, 2. Stuart Conquest, 3-5...
- 1988[33] – 1. Jonathan Mestel, 2-4. Murray Chandler, Niaz Murshed, Glenn Flear
- 1989[34] – 1. Michael Adams, 2-4. Jonathan Mestel, Daniel King, David Norwood
- 1990[35] – 1. James Plaskett, 2. Julian Hodgson, 3. Jonathan Mestel
- 1991[36] – 1. Julian Hodgson, 2. Peter Wells, 3. James Howell
- 1992[37] – 1. Julian Hodgson, 2-3. Jonathan Mestel, Andrew Martin
- 1993[38][39] – 1. Michael Hennigan, 2. Dharshan Kumaran, 3-6...
- 1994[40] – 1. William Watson, 2. James Howell, 3-4. Keith Arkell, Christopher Ward
- 1995[41] – 1. Matthew Sadler, 2. Aaron Summerscale, 3. Keith Arkell
- 1996[42] – 1. Christopher Ward, 2. Jonathan Parker, 3. Aaron Summerscale
- 1997[43] – 1-2. Michael Adams i Matthew Sadler, 3. Anthony Miles
- 1998[44] – 1. Nigel Short, 2. Matthew Sadler, 3. Anthony Miles
- 1999[45] – 1. Julian Hodgson, 2. Peter Wells, 3. Ziaur Rahman
- 2000[46] – 1. Julian Hodgson, 2. Christopher Ward, Jonathan Speelman
- 2001[47] – 1. Joseph Gallagher, 2. Julian Hodgson, 3. Keith Arkell
- 2002[48] – 1. Ramachandran Ramesh, 2. Joseph Gallagher, 3. Krishnan Sasikiran
- 2003[49] – 1. Abhijit Kunte, 2. Pentala Harikrishna, 3. Wasilios Kotronias
- 2004[50] – 1. Jonathan Rowson, 2. Peter Wells, 3. Simon Williams
- 2005[51] – 1. Jonathan Rowson, 2. Stuart Conquest, 3. Stewart Haslinger
- 2006[52] – 1. Jonathan Rowson, 2. Ketewan Arachamia-Grant, 3. Daniel Gormally
- 2007[53] – 1. Jacob Aagaard, 2. Stephen Gordon, 3. Jonathan Rowson
- 2008[54] – 1. Stuart Conquest, 2. Keith Arkell, 3. Nigel Davies
- 2009[55] – 1. David Howell, 2. Mark Hebden, 3. Simon Williams
- 2010[56] – 1. Michael Adams, 2. Nicholas Pert, 3. Stuart Conquest
- 2011[57] – 1. Michael Adams, 2. Nigel Short, 3. Gawain Jones
- 2012[58] – 1. Gawain Jones, 2. Stephen Gordon, 3. David Howell
- 2013[59] – 1. David Howell, 2. Gawain Jones, 3. Mark Hebden
- 2014[60] – 1-2. Jonathan Hawkins i David Howell, 3. Nicholas Pert
- 2015 – 1. Jonathan Hawkins
- 2016 – 1. Michael Adams
- 2017 – 1. Gawain Jones
- 2018 – 1. Michael Adams
- 2019 – 1. Michael Adams
- 2020 – (nie rozegrano)
- 2021 – 1. Nicholas Pert
- 2022 – 1. Harry Grieve
- 2023 – 1. Michael Adams
- 2024 – 1. Gawain Jones

## Mistrzynie Kobiet
- 1904 – Kate Belinda Finn
- 1905 – Kate Belinda Finn
- 1906 – Frances Dunn Herring
- 1907 – Frances Dunn Herring
- 1908 – Grace Curling
- 1909 – Gertrude Alison Anderson
- 1910 – Mary Mills Houlding
- 1911 – Mary Mills Houlding
- 1912 – Gertrude Alison Anderson
- 1913 – Amabel Nevill Moseley
- 1914 – Mary Mills Houlding
- 1919 – Edith Holloway
- 1920 – Agnes Stevenson
- 1921 – Gertrude Alison Anderson
- 1922 – Edith Charlotte Price
- 1923 – Edith Charlotte Price
- 1924 – Edith Charlotte Price
- 1925 – Agnes Stevenson
- 1926 – Agnes Stevenson
- 1928 – Edith Charlotte Price
- 1929 – Mary Dinorah Gilchrist
- 1930 – Agnes Stevenson
- 1931 – Edith Michel – Amy Eleanor
- 1932 – Edith Michel
- 1933 – Miss Fatima
- 1934 – Mary Dinorah Gilchrist
- 1935 – Edith Michel
- 1936 – Edith Holloway
- 1937 – Rowena Mary Dew
- 1938 – Minnie Musgrave
- 1946 – Elaine Saunders
- 1947 – Eileen Betsy Tranmer
- 1948 – Edith Charlotte Price
- 1949 – Eileen Betsy Tranmer
- 1950 – Rowena Mary Dew
- 1951 – Rowena Mary Dew
- 1953 – Eileen Betsy Tranmer
- 1954 – Rowena Mary Dew
- 1955 – Joan Doulton – Rowena Mary Dew
- 1956 – Elaine Saunders
- 1957 – Anne Sunnucks
- 1958 – Anne Sunnucks
- 1959 – Rowena Mary Dew
- 1960 – Rowena Mary Dew
- 1961 – Eileen Betsy Tranmer
- 1962 – Rowena Mary Dew
- 1963 – Rowena Mary Dew
- 1964 – Anne Sunnucks
- 1965 – Elaine Saunders
- 1966 – Margaret Eileen Clarke – Gillian Moore
- 1967 – Rowena Mary Dew – Dinah Margaret Dobson
- 1968 – Dinah Margaret Dobson
- 1969 – Rowena Mary Dew – Dinah Margaret Dobson
- 1970 – Jana Malypetrova
- 1971 – Jana Malypetrova
- 1972 – Jana Malypetrova
- 1973 – Jana Malypetrova
- 1974 – Jana Malypetrova
- 1975 – Sheila Jackson
- 1976 – Jana Malypetrova
- 1977 – Jana Malypetrova
- 1978 – Sheila Jackson
- 1979 – Jana Malypetrova
- 1980 – Sheila Jackson
- 1981 – Sheila Jackson
- 1982 – Jane Garwell
- 1983 – Rani Hamid – Helen Milligan
- 1984 – Bhagyashree Sathe – Vasanti Khadilkar
- 1985 – Rani Hamid
- 1986 – Susan Walker
- 1987 – Cathy Forbes
- 1988 – Cathy Forbes
- 1989 – Rani Hamid
- 1990 – Susan Walker
- 1991 – Susan Walker
- 1992 – Susan Walker
- 1993 – Saheli Dhar
- 1994 – Cathy Forbes
- 1995 – Harriet Hunt
- 1996 – Harriet Hunt
- 1997 – Harriet Hunt
- 1998 – Susan Walker
- 1999 – Harriet Hunt
- 2000 – Humpy Koneru
- 2001 – Melanie Buckley
- 2002 – Humpy Koneru
- 2003 – Ketevan Arakhamia–Grant
- 2004 – Ketevan Arakhamia–Grant
- 2006 – Ketevan Arakhamia–Grant
- 2007 – Ketevan Arakhamia–Grant
- 2008 – Jovanka Houska
- 2009 – Jovanka Houska
- 2010 – Jovanka Houska
- 2011 – Jovanka Houska
- 2012 – Jovanka Houska
- 2013 – Sarah Hegarty – Akshaya Kalaiyalahan
- 2014 – Amy Hoare
- 2015 – Akshaya Kalaiyalahan
- 2016 – Jovanka Houska
- 2017 – Jovanka Houska
- 2018 – Jovanka Houska
- 2019 – Jovanka Houska
- 2020 – (nie rozegrano)
- 2021 – Harriet Hunt
- 2022 – Lan Yao
- 2023 – Lan Yao
- 2024 – Lan Yao – Trisha Kanyamarala

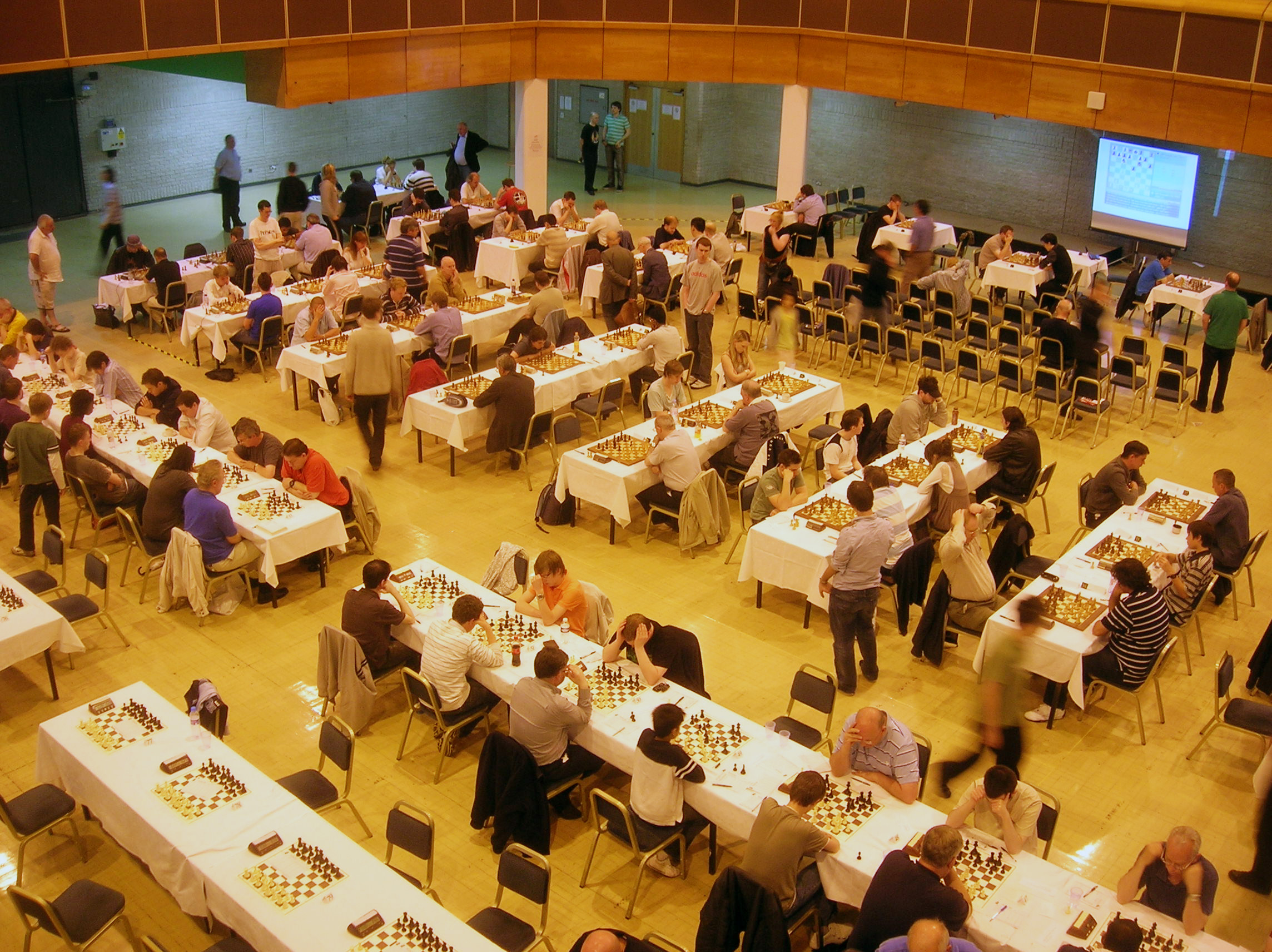
British Chess Championship, Torquay 2009